# 曼荼羅

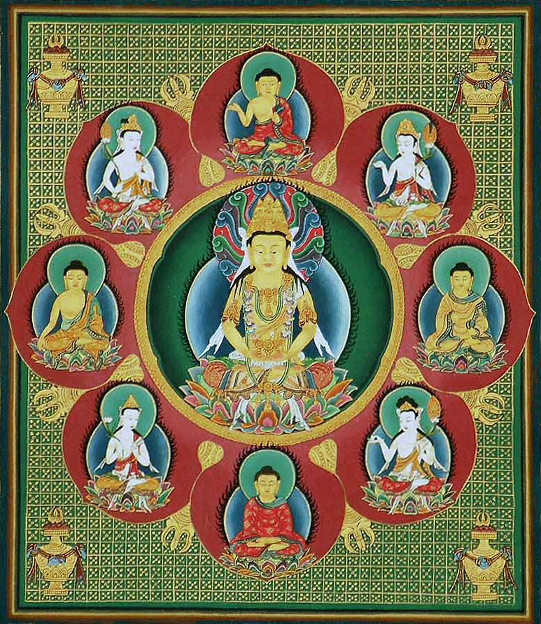
胎藏界曼荼羅的中台八葉院內的佛像，由上方開始順時針方向起，分別為寶幢如來、普賢菩薩、開敷華王如來、文殊菩薩、阿彌陀如來、彌勒菩薩、天鼓雷音如來、觀音菩薩，中央為大日如來。日本國寶平安時代初期9世紀繪制的絹本著色《両界曼荼羅圖》現藏於日本京都的東寺。

曼荼羅（巴利語，maṇḍala；藏語：དཀྱིལ་འཁོར།，威利转写：dkyil 'khor），原義為圓形，意譯壇場、壇城、道場，又音譯作曼陀羅、曼茶羅、曼荼邏、曼怛羅、滿荼邏、滿茶邏、滿拏羅、曼拏攞、曼吒羅、曼達拉等，意思為“壇”、“聖圓”、“中心”、“輪圓具足”、“眾聖集會”；藏語譯為dkyil 'khor，音譯“吉廓”，意思是“中圍”。曼荼羅原本是應瑜伽修行需要所建造的一個小土台，後來也用繪圖方式製作，屬於佛教藝術中變相的一種。這個傳統被密宗吸收，形成許多不同形式的曼荼羅。
它是密教传统的修持能量的中心。依照曼荼羅的各種含意，它就是各個宗教，為了描述或代表其宗教的宇宙模型，或顯現其宗教所見之宇宙的真實，所做的「萬象森列，圓融有序的佈置」，用以表達宇宙真實「萬象森列，融通內攝的禪圓」。曼荼羅梵文字的意思是“本質”加上“有”或“遏制”，也意為“圓圈周長”或“完成”。
根據《大日經》和《金剛頂經》，密教在諸尊集會場所的佈置和宗教成就的次第方面，有大日經為胎藏界曼荼羅及金剛頂經為金剛界曼荼羅兩部曼荼羅，分別呈顯「原本是佛子的每個宗教人才都在上師祖佛保護栽培之中」和「金剛而不染的無上宗教成就需要教眾學人自立自強以求」的涵義。在能夠「即身成佛」的教義和教儀中，則有大曼荼羅，三昧耶曼荼羅，法曼荼羅，羯磨曼荼羅等四種。密教「大圓鏡智、平等性智、妙觀察智、成所作智、法界體性智」等五智和「身密、口密、意密」等三密，就以象徵的形式藏在這些曼荼羅之中。

## 佛教

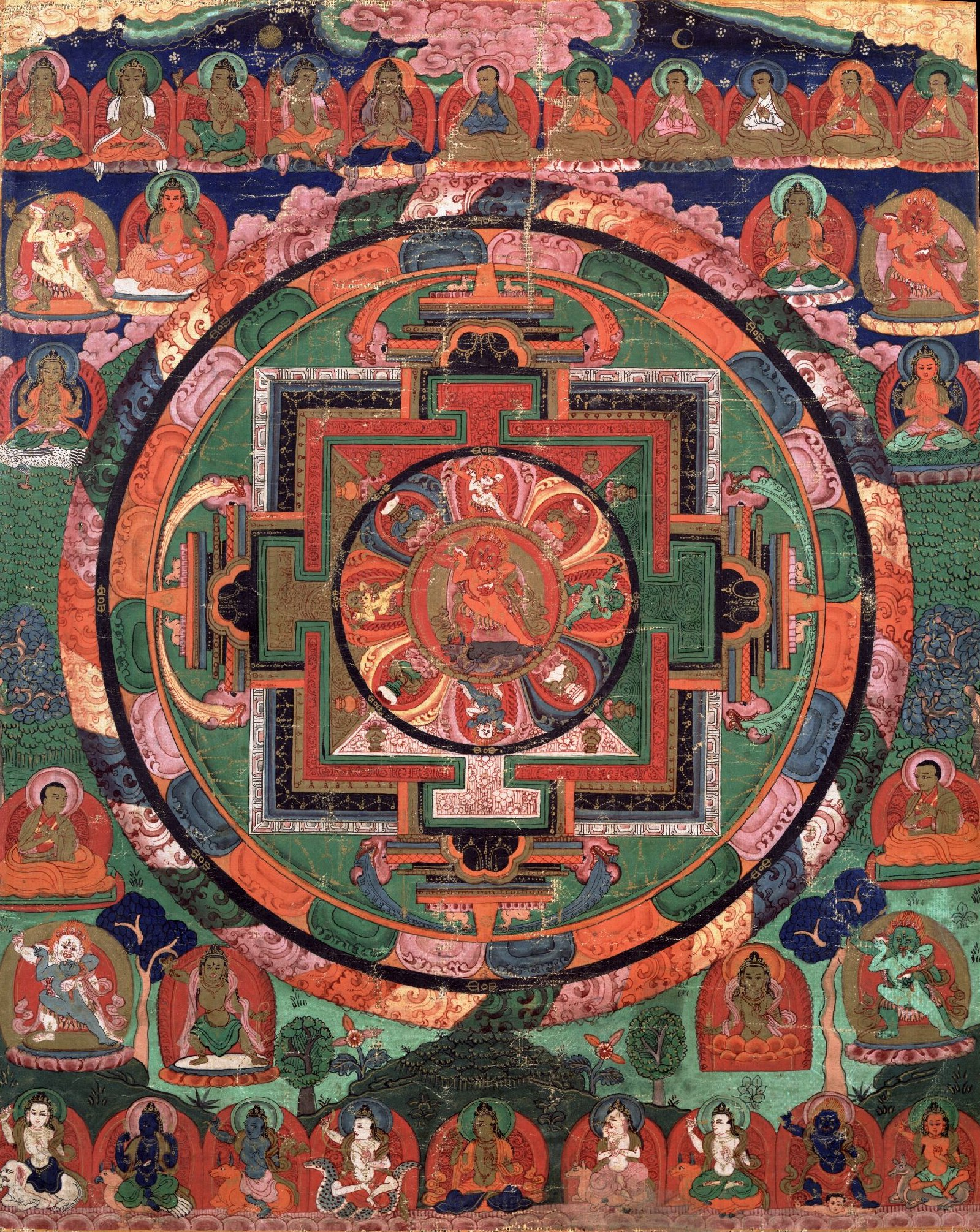
17世紀時繪畫的西藏五神曼荼羅，位於中央的是紅閻魔敵（Rakta Yamari），擁抱著他的白达里空行母 (Vajra Vetali)，而四個角落分別是紅色，綠色，白色和黃色怒尊。這幅畫現藏於紐約魯賓藝術博物館。

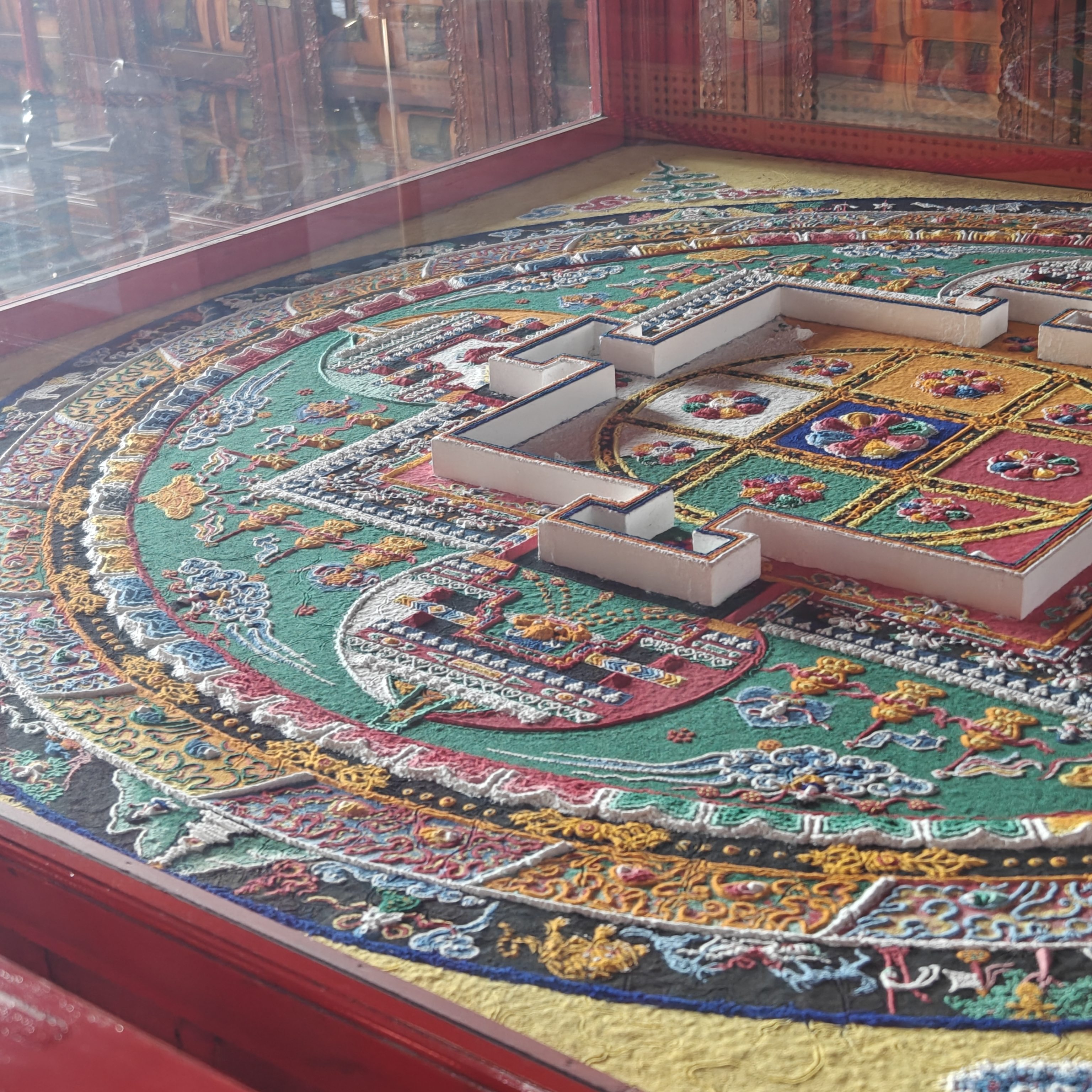
雍和宫法轮殿坛城

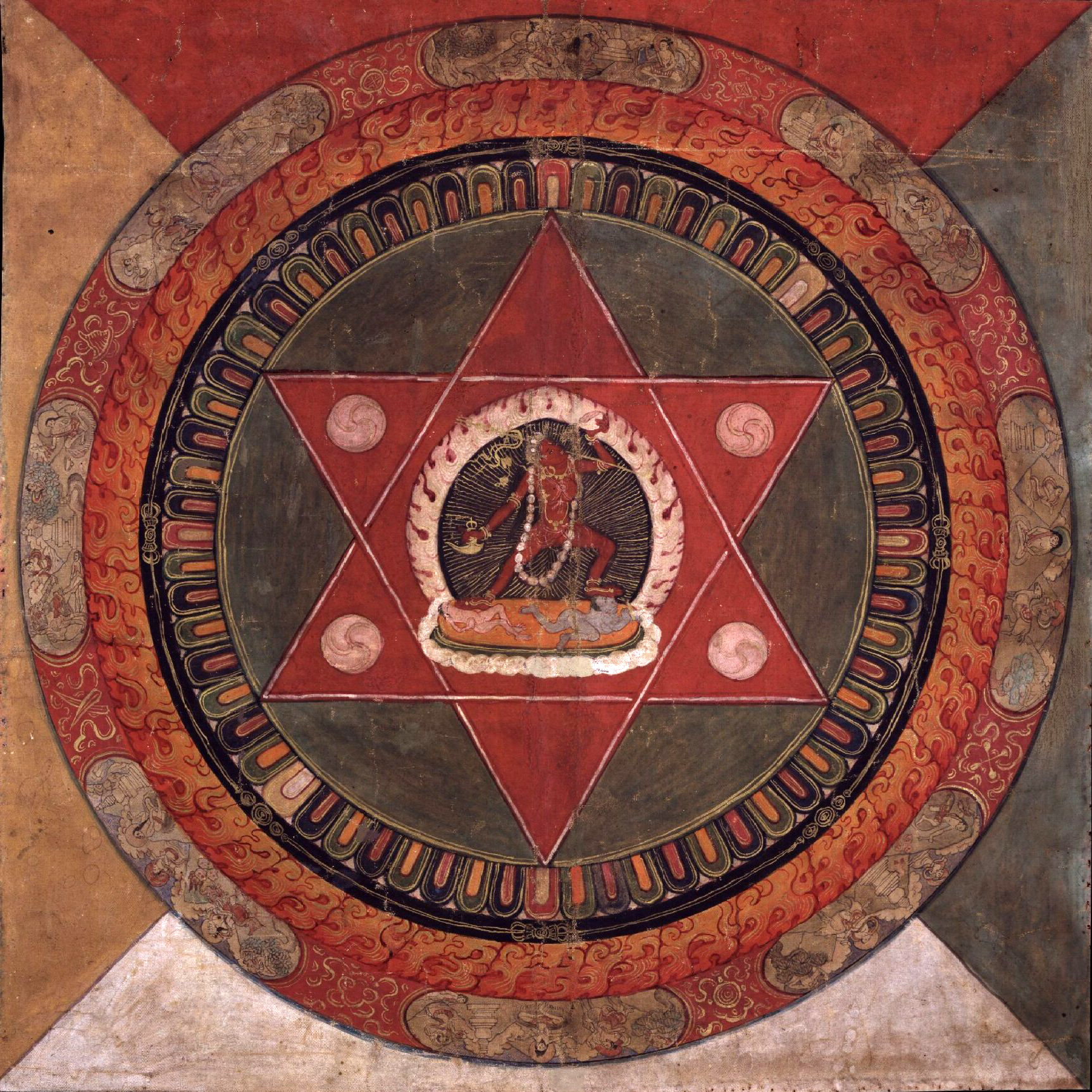
19世紀時繪畫的西藏那洛空行母曼荼羅，金剛瑜伽母站立於兩個紅色三角法基內。這幅畫現藏於紐約魯賓藝術博物館。

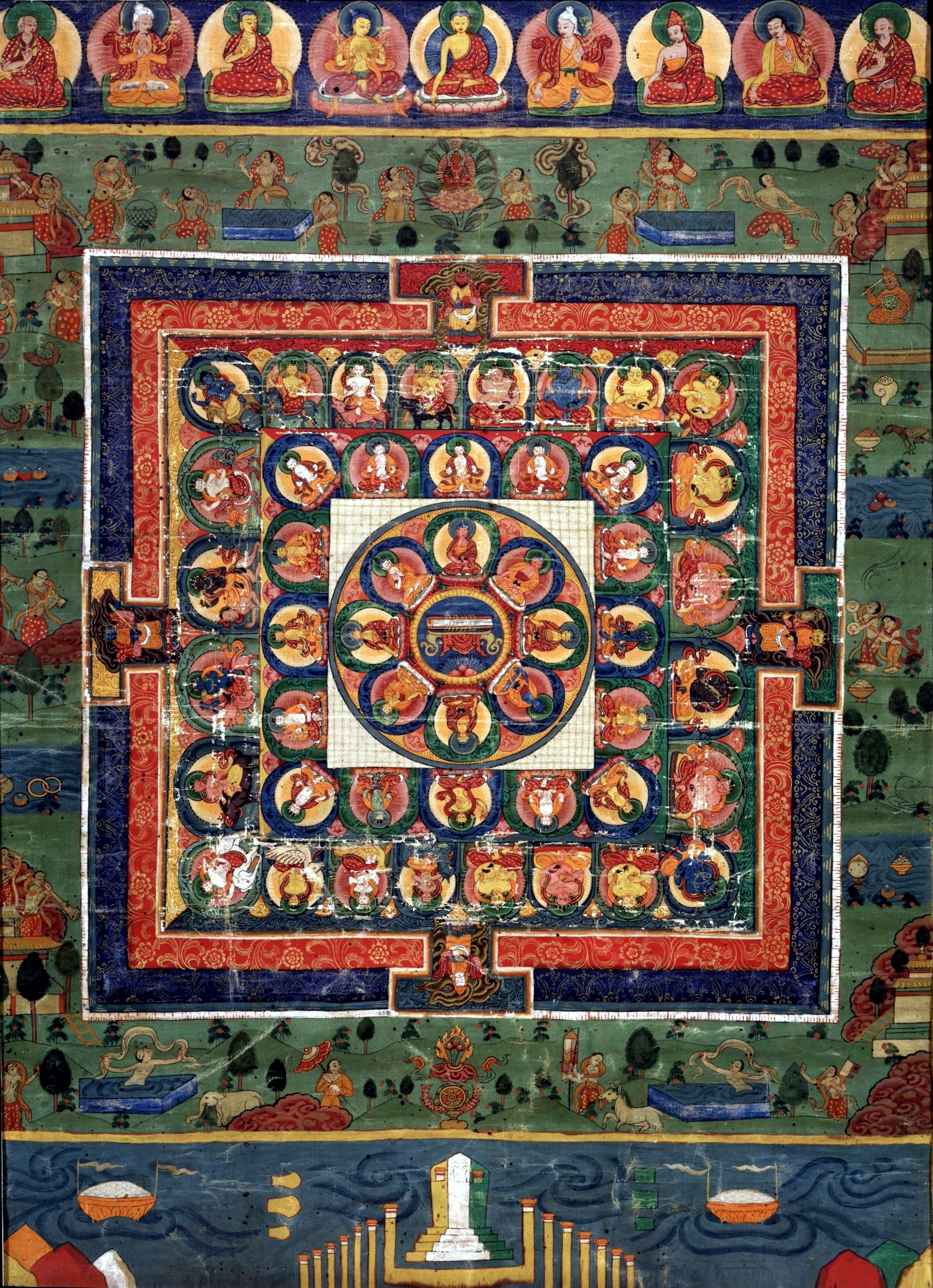
在不丹所繪畫的藥師佛與波若經的曼荼羅

曼荼羅是佛教密乘的重要名相。佛教曼荼羅在具體的密法、密乘的事相運用中，築起一方或圓的土壇，將觀修之諸天諸尊，按照一定的规则安置其中。这就是曼荼羅的基本构成。在傳統的漢傳密教和現在的藏傳佛教的西藏，都建築有立體的供作事相儀規的曼荼羅。
佛教密宗修習有關“秘密法事”，各種事相儀規，進入有關時空時，特別是進入各種中陰時空時，為防止“諸天魔眾”侵入，在修法時空划一圓圈或建以土壇，有時還在曼荼羅各個介面彩繪佛、菩薩等諸天諸尊、諸明王、明妃、空行像。一般把划為圓形或方形的修法壇場稱為方便曼荼羅。認為此處充滿諸天諸佛與諸菩薩，所以曼荼羅法界亦稱“聚集”或“輪圓具足”。
曼荼羅也是佛教密宗進行灌頂的場所。

### 密乘外三密曼荼羅
依佛教十二乘教判，外三密乘曼荼羅有如下四種：

#### 大曼荼羅
“大曼荼羅”（Maha Mandala）即總聚諸尊之壇場及諸尊之形體，並圖畫壇場之全體及每一諸尊；其色黃白赤黑青，相配於地水火風空五大，而遍於一切處。大曼荼羅欲呈顯的要義在於「妙理遍於一切處」。所以大曼荼羅就是「為呈顯『妙理遍於一切處』，所做之『萬象森列，圓融有序的佈置』」。

#### 三昧耶曼荼羅
“三昧耶曼荼羅”（Samaya Mandala）描繪象徵諸尊的“器杖”（如刀劍蓮華等）和“印契”（手式）；諸尊所持刀劍輪等，體為五大，五大普遍有情非情而平等。三昧耶曼荼羅欲呈顯的要義在於「萬法平等」。所以三昧耶曼荼羅就是「為呈顯『萬法平等』，所做之『萬象森列，圓融有序的佈置』」。

#### 法曼荼羅
“法曼荼羅”（Dharma Mandala）也稱種子曼荼羅，表示諸尊種子真言及一切經之文字義理（以梵、藏字為佛菩薩象徵，如胎藏界大日如來的種子是阿字𑖀）的曼荼羅。諸尊種子有軌，則軌持義，故云法曼荼羅也。法曼荼羅欲呈顯的的要義在於「追隨明師，則軌持義」。所以法曼荼羅就是「為告訴學人『追隨明師，則軌持義』，所做之『萬象森列，圓融有序的佈置』」。

#### 羯磨曼荼羅
“羯磨曼荼羅”（Karma Mandala）描繪諸尊的威儀（儀表）事業的曼荼羅，以及佛、菩薩的鑄像、畫像、土捏像等。隨如來事業差別而威儀各別，故名事業威儀曼荼羅。羯磨曼荼羅欲呈顯的的要義在於「瞻仰如來事業威儀」。所以羯磨曼荼羅就是「為『瞻仰如來事業威儀』，所做之『萬象森列，圓融有序的佈置』」。
以上合稱“四種曼荼羅”為佛教密乘的最基本、最初級的曼荼羅。

## 佛教以外

### 古印度

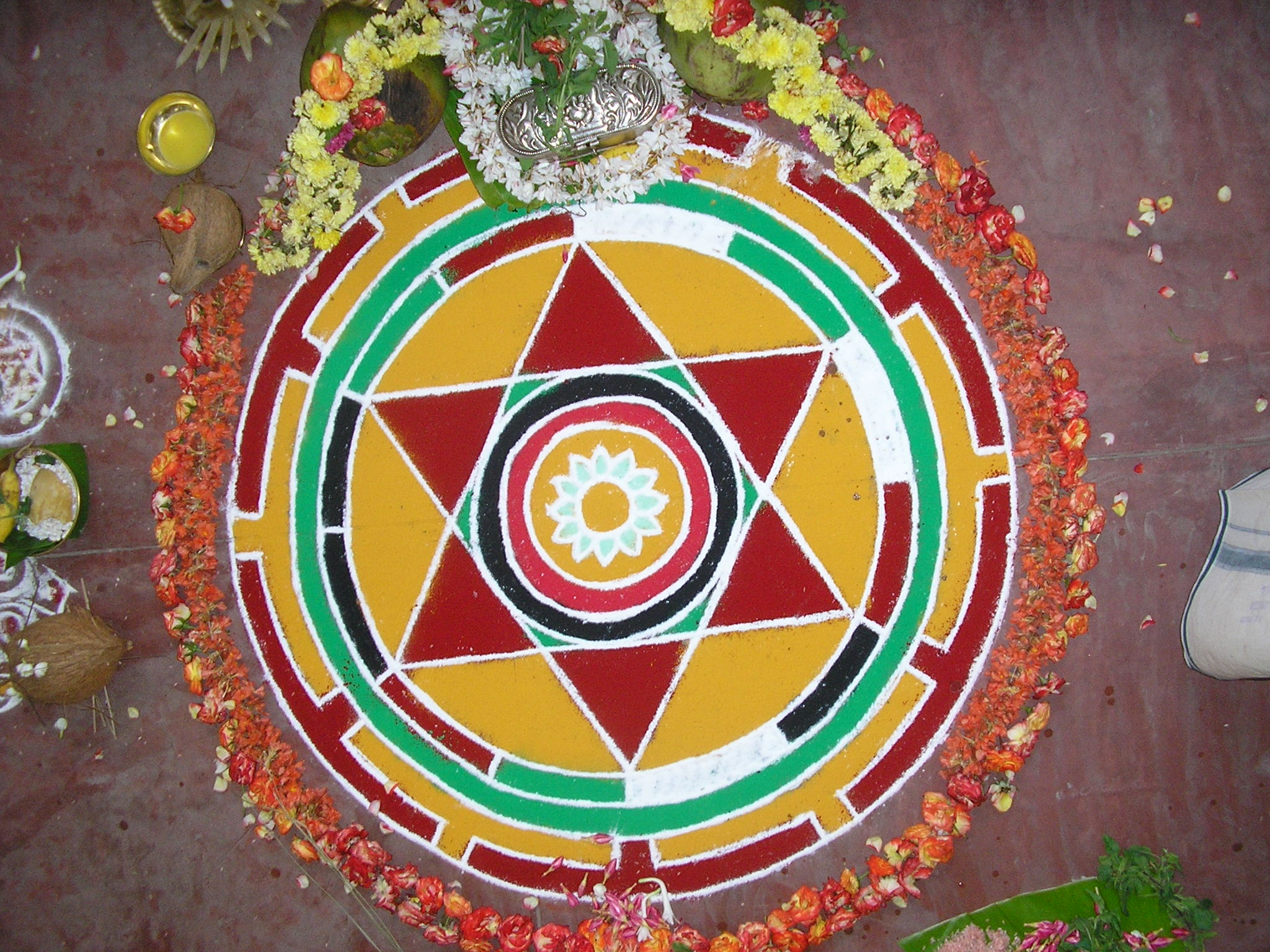
印度曼陀羅

曼荼罗是古印度的文化產物，廣泛地運用於古印度的許多宗教。

### 榮格心理学
荣格认为曼荼羅的圓形圖畫反映了創作時刻心靈的內在狀態，是集體無意識中的一種象徵性原型。對印度哲學著作的熟悉促使榮格採用了“曼陀羅”這一詞彙來描述他自己和他的病人創作的這些圓形圖畫。